# 計算神學
計算神學 (Computational theology) 或計算宗教學(Computational religion)或計算創造論(Computational creationism)是一個原生的學術研究，旨在透過電腦科學及計算機科技來了解及解釋神學及宗教現象。